# Leptophobia diaguita
Leptophobia diaguita is een vlindersoort uit de familie van de Pieridae (witjes), onderfamilie Pierinae.
Leptophobia diaguita werd in 1916 beschreven door Jörgensen.